# Abraxas Informatik AG
Die Abraxas Informatik AG ist ein Schweizer ICT-Unternehmen mit Hauptsitz in St. Gallen.

## Überblick
Abraxas Informatik AG ist die grösste Anbieterin durchgängiger IT-Lösungen für die öffentliche Hand in der Schweiz. Das Unternehmen mit Hauptsitz in St. Gallen beschäftigt rund 1000 Mitarbeiterinnen und Mitarbeiter in allen Sprachregionen. Weitere Standorte befinden sich in Zürich, Bern, Morges, Frauenfeld, Münchenstein und Kloten. Abraxas vernetzt Schweizer Verwaltungen, Behörden, Unternehmen und die Bevölkerung mit effizienten, sicheren und durchgängigen Lösungen und Dienstleistungen im Bereich der Informations- und Kommunikationstechnologie. Abraxas engagiert sich in der beruflichen Grundbildung für IT-Fachkräfte und beschäftigt permanent 30 oder mehr Lernende mit Fachrichtungen in der Informatik.

## Geschichte
Bis zum Jahre 1998 waren die Informatikämter des Kantons Zürich und des Kantons St. Gallen selbständige, vom Staat angestellte Betriebe. Mit der Gründung der Abraxas Informatik AG wurden diese beiden Ämter fusioniert, und es bildete sich ein selbständiges ICT-Unternehmen, das über die Jahre ihre Standorte noch ausbreitete. Am 1. Januar 2018 gründete der Kanton Zürich wieder ein eigenes Amt für Informatik. Zunächst war das Unternehmen für Betreiberdienste an Rechenzentren zuständig. Nachfolgend hat man auf das Entwickeln von Fachanwendungen expandiert und schliesslich auch Beratungs- und Integrationsleistungen für Kunden zur Verfügung gestellt.
1999 war die Übernahme vom Amt für Informatik St. Gallen. 2000 folgte die Übernahme des Amtes für Informatik Zürich, 2005 die Übernahme des Bereichs für Steuersoftware-Lösungen des Zuger IT-Dienstleisters RedIT und ein Jahr später des Entwicklers von BPM-Software (Business Process Management) für Organe der Rechtspflege Grah SA. Weitere Meilensteine waren die Übernahmen von CARI SA im Jahr 2010 respektive Epsilon SA 2018 mit deren Fachlösungen für Strassenverkehrsämter respektive Ordnungsbussenverwaltung. 2018 folgte die Fusion mit der Verwaltungsrechnungszentrums AG St. Gallen (VRSG) zur heutigen Abraxas. Das Angebot umfasst Dienstleistungen und Lösungen in den Bereichen Digital Government, Cloud-, IT- und Security Services, Mobile Solutions, Fachapplikationen und Software-Entwicklung.

## Geschäftsgang
Im Geschäftsjahr 2024 erzielt das Unternehmen einen Dienstleistungsumsatz von 214,5 Millionen Franken. Dank gezielten Effizienzsteigerungen und konsequenter Kostendisziplin konnte das operative Ergebnis auf 4,6 Millionen Franken verbessert werden. Abraxas investiert weiter in sichere Multi-Cloud-Lösungen, moderne IT-Services und in Anwendungen künstlicher Intelligenz für die Digitalisierung der öffentlichen Hand.